# بشانغا أرينا
بشانغا أرينا (بالإنجليزية: Pechanga Arena)‏ هي ساحة داخلية تم بناؤها عام 1966 وتقع في منطقة ميدواي في سان دييغو، كاليفورنيا، الولايات المتحدة.